# Шервуд (Арканзас)
Шервуд (англ. Sherwood) — місто (англ. city) в США, в окрузі Пуласкі штату Арканзас. Населення — 32 731 особа (2020).

## Географія
Шервуд розташований за координатами 34°50′44″ пн. ш. 92°12′8″ зх. д. / 34.84556° пн. ш. 92.20222° зх. д. (34.845601, -92.202259).  За даними Бюро перепису населення США в 2010 році місто мало площу 54,00 км², з яких 53,38 км² — суходіл та 0,62 км² — водойми.

### Клімат
| Клімат : Шервуд              | Клімат : Шервуд | Клімат : Шервуд | Клімат : Шервуд | Клімат : Шервуд | Клімат : Шервуд | Клімат : Шервуд | Клімат : Шервуд | Клімат : Шервуд | Клімат : Шервуд | Клімат : Шервуд | Клімат : Шервуд | Клімат : Шервуд | Клімат : Шервуд |
| Показник                     | Січ.            | Лют.            | Бер.            | Квіт.           | Трав.           | Черв.           | Лип.            | Серп.           | Вер.            | Жовт.           | Лист.           | Груд.           | Рік             |
| Абсолютний максимум, °C      | 27,2            | 28,3            | 30,6            | 34,4            | 36,7            | 38,9            | 43,3            | 40,6            | 38,9            | 33,3            | 28,9            | 25,6            | 43,3            |
| Середній максимум, °C        | 10,0            | 12,8            | 17,8            | 22,8            | 26,7            | 31,1            | 33,3            | 33,3            | 28,9            | 22,8            | 16,7            | 10,6            | 22,3            |
| Середній мінімум, °C         | 0,6             | 2,8             | 6,7             | 11,7            | 16,7            | 20,6            | 22,8            | 22,2            | 18,3            | 12,2            | 6,7             | 1,7             | 11,9            |
| Абсолютний мінімум, °C       | −21,1           | −15,6           | −10             | −1,1            | 4,4             | 11,1            | 15,6            | 11,7            | 5,0             | −2,8            | −10             | −18,9           | −21,1           |
| Норма опадів, мм             | 87              | 97              | 121             | 122             | 126             | 84              | 97              | 71              | 84              | 122             | 137             | 127             | 1274            |
| ---------------------------- | --------------- | --------------- | --------------- | --------------- | --------------- | --------------- | --------------- | --------------- | --------------- | --------------- | --------------- | --------------- | --------------- |
| Джерело: The Weather Channel |                 |                 |                 |                 |                 |                 |                 |                 |                 |                 |                 |                 |                 |

## Демографія
Згідно з переписом 2010 року, у місті мешкали 29 523 особи в 12 207 домогосподарствах у складі 8314 родин. Густота населення становила 547 осіб/км².  Було 12924 помешкання (239/км²). 
Расовий склад населення:
| - 75,3 % — білих - 18,5 % — чорних або афроамериканців - 1,6 % — азіатів - 0,5 % — корінних американців - 0,1 % — вихідців з тихоокеанських островів - 1,6 % — осіб інших рас |

До двох чи більше рас належало 2,4 %. Іспаномовні складали 4,0 % від усіх жителів.
За віковим діапазоном населення розподілялося таким чином: 24,0 % — особи молодші 18 років, 63,4 % — особи у віці 18—64 років, 12,6 % — особи у віці 65 років та старші. Медіана віку мешканця становила 37,0 року. На 100 осіб жіночої статі у місті припадало 90,2 чоловіків;  на 100 жінок у віці від 18 років та старших — 87,5 чоловіків також старших 18 років.
Середній дохід на одне домашнє господарство  становив 69 048 доларів США (медіана — 58 245), а середній дохід на одну сім'ю — 81 053 долари (медіана — 70 601). Медіана доходів становила 46 364 долари для чоловіків та 36 334 долари для жінок. За межею бідності перебувало 13,0 % осіб, у тому числі 21,1 % дітей у віці до 18 років та 7,9 % осіб у віці 65 років та старших.
Цивільне працевлаштоване населення становило 15 447 осіб. Основні галузі зайнятості: освіта, охорона здоров'я та соціальна допомога — 26,7 %, роздрібна торгівля — 14,0 %, публічна адміністрація — 8,9 %, виробництво — 7,3 %.